# Microssaia

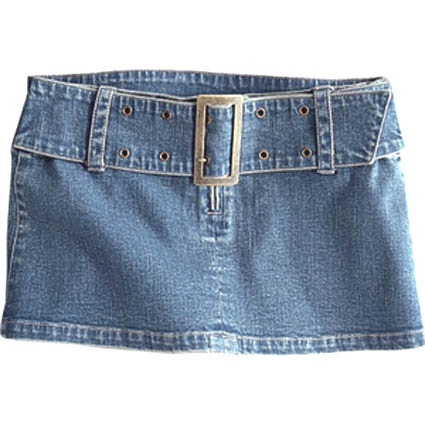
Uma microssaia

Uma microssaia é uma saia extremamente curta, que é mais do que um cinto, mas menor do que uma minissaia, e menos de 20 cm de altura.
Uma saia deste tamanho geralmente expõe as coxas e parte das nádegas. Para evitar isso, uma microssaia é muitas vezes usado com calças justas ou leggings, mas ainda é muitas vezes usado pernas nuas.